# Кёселия
Кёселия (рум. Chioselia) — село в Кантемирском районе Молдавии. Является административным центром коммуны Кёселия, включающей также село Цэрэнкуца.

## География
Село расположено на высоте 135 метров над уровнем моря. Через село, по направлению с севера на юг протекает река Малая Салчия, левый приток реки Большая Салчия (водосборный бассейн реки Ялпуг).

## Население
По данным переписи населения 2004 года, в селе Кёселия проживает 1549 человек (764 мужчины, 785 женщин).
Этнический состав села:
| Национальность | Число жителей | Процентный состав |
| -------------- | ------------- | ----------------- |
| молдаване      | 1535          | 99.1              |
| румыны         | 5             | 0.32              |
| русские        | 4             | 0.26              |
| гагаузы        | 2             | 0.13              |
| украинцы       | 1             | 0.06              |
| болгары        | 1             | 0.06              |
| прочие         | 1             | 0.06              |
| Всего          | 1549          | 100 %             |